# Zapfenzahn
Ein Zapfenzahn (Dens emboliformis) ist eine besondere Form der Zahnhypoplasie. Bei dieser Fehlbildung ist der Zahn zu klein und zapfenförmig ausgebildet.
Es handelt sich um einen genetischen Defekt (zum Beispiel beim Bloch-Sulzberger-Syndrom), der fast ausschließlich im Bereich der Weisheitszähne oder im Bereich der seitlichen Schneidezähne auftritt.
Zur Korrektur werden Zapfenzähne in der Regel mit Kunststoff aufgebaut oder mit Verblendschalen/Veneers optisch angeglichen.